# Canoa/kayak ai Giochi della XVII Olimpiade - K2 1000 metri maschile
La competizione del K2 1000 metri di Canoa/kayak ai Giochi della XVII Olimpiade si è disputata nei giorni dal 26 al 29 agosto 1960 nel bacino del Lago Albano a Castel Gandolfo.

## Programma
| Data           | Round        | Nota                                            |
| -------------- | ------------ | ----------------------------------------------- |
| 26 agosto 1960 | 3 Batterie   | I primi 3 in semifinale. I restanti ai recuperi |
| 26 agosto 1960 | 3 Recuperi   | I primi 3 in semifinale                         |
| 27 agosto 1960 | 3 Semifinali | I primi 3 finale                                |
| 29 agosto 1960 | Finale       |                                                 |

## Risultati

### Batterie
| Pos. | Nazione        | Atleti                                  | Tempo   |
| ---- | -------------- | --------------------------------------- | ------- |
| 1    | Paesi Bassi    | Ruud Knuppe Antonius Geurts             | 3'43"98 |
| 2    | Cecoslovacchia | František Říha František Vršovský       | 3'45"49 |
| 3    | Italia         | Lorenzo Cantarello Antonio Rucco        | 3'45"80 |
| 4    | Belgio         | Hendrik Verbrugghe Germain Van De Moere | 3'46"42 |
| 5    | Australia      | Dennis Green Barry Stuart               | 3'46"71 |
| 6    | Romania        | Vasile Nicoară Mercurie Ivanov          | 3'49"00 |
| 7    | Gran Bretagna  | John B. Harris Basil Pratt              | 3'58"25 |

| Pos. | Nazione          | Atleti                               | Tempo   |
| ---- | ---------------- | ------------------------------------ | ------- |
| 1    | Germania         | Wolfgang Lange Dieter Krause         | 3'37"87 |
| 2    | Ungheria         | György Mészáros András Szente        | 3'38"28 |
| 3    | Polonia          | Stefan Kapłaniak Władysław Zieliński | 3'39"41 |
| 4    | Unione Sovietica | Mykolas Rudzinskas Ivan Holovachov   | 3'39"98 |
| 5    | Jugoslavia       | Staniša Radmanović Radovan Božin     | 3'47"85 |
| 6    | Stati Uniti      | Ken Wilson John Wolters              | 3'49"96 |
| 7    | Canada           | Alan McCleery Louis Lukanovich       | 3'51"07 |
| 8    | Norvegia         | Arne Ervig Rolf Olsen                | 3'52"63 |

| Pos. | Nazione     | Atleti                               | Tempo   |
| ---- | ----------- | ------------------------------------ | ------- |
| 1    | Danimarca   | Kai Schmidt Vagn Schmidt             | 3'45"04 |
| 2    | Spagna      | Juan Feliz Joaquín Larroya           | 3'46"36 |
| 3    | Svezia      | Gert Fredriksson Sven-Olov Sjödelius | 3'46"50 |
| 4    | Finlandia   | Rolf Åkerfelt Rainer Åkerfelt        | 3'48"36 |
| 5    | Austria     | Helmut Holzschuster Franz Wolf       | 3'49"37 |
| 6    | Bulgaria    | Ivan Simeonov Lyubomir Oresharov     | 3'49"88 |
| 7    | Lussemburgo | Marcel Lentz Léon Klares             | 3'54"73 |
| 8    | Svizzera    | Hans Straub Robert Zika              | 3'56"17 |

### Recuperi
| Pos. | Nazione       | Atleti                                  | Tempo   |
| ---- | ------------- | --------------------------------------- | ------- |
| 1    | Belgio        | Hendrik Verbrugghe Germain Van De Moere | 3'49"34 |
| 2    | Jugoslavia    | Staniša Radmanović Radovan Božin        | 3'49"95 |
| 3    | Norvegia      | Arne Ervig Rolf Olsen                   | 3'50"62 |
| 4    | Bulgaria      | Ivan Simeonov Lyubomir Oresharov        | 3'53"27 |
| 5    | Gran Bretagna | John B. Harris Basil Pratt              | 3'59"33 |

| Pos. | Nazione          | Atleti                             | Tempo   |
| ---- | ---------------- | ---------------------------------- | ------- |
| 1    | Unione Sovietica | Mykolas Rudzinskas Ivan Holovachov | 3'45"33 |
| 2    | Romania          | Vasile Nicoară Mercurie Ivanov     | 3'50"84 |
| 3    | Austria          | Helmut Holzschuster Franz Wolf     | 3'53"48 |
| 4    | Canada           | Alan McCleery Louis Lukanovich     | 3'58"34 |
| 5    | Svizzera         | Hans Straub Robert Zika            | 4'01"10 |

| Pos. | Nazione     | Atleti                        | Tempo   |
| ---- | ----------- | ----------------------------- | ------- |
| 1    | Australia   | Dennis Green Barry Stuart     | 3'51"24 |
| 2    | Stati Uniti | Ken Wilson John Wolters       | 3'52"15 |
| 3    | Finlandia   | Rolf Åkerfelt Rainer Åkerfelt | 3'52"28 |
| 4    | Lussemburgo | Marcel Lentz Léon Klares      | 3'55"58 |

### Semifinali
| Pos. | Nazione     | Atleti                                  | Tempo   |
| ---- | ----------- | --------------------------------------- | ------- |
| 1    | Ungheria    | György Mészáros András Szente           | 3'46"75 |
| 2    | Svezia      | Gert Fredriksson Sven-Olov Sjödelius    | 3'47"64 |
| 3    | Paesi Bassi | Ruud Knuppe Antonius Geurts             | 3'48"58 |
| 4    | Belgio      | Hendrik Verbrugghe Germain Van De Moere | 3'48"71 |
| 5    | Romania     | Vasile Nicoară Mercurie Ivanov          | 3'53"80 |
| 6    | Finlandia   | Rolf Åkerfelt Rainer Åkerfelt           | 3'54"44 |

| Pos. | Nazione          | Atleti                             | Tempo   |
| ---- | ---------------- | ---------------------------------- | ------- |
| 1    | Unione Sovietica | Mykolas Rudzinskas Ivan Holovachov | 3'46"87 |
| 2    | Germania         | Wolfgang Lange Dieter Krause       | 3'49"52 |
| 3    | Italia           | Lorenzo Cantarello Antonio Rucco   | 3'52"51 |
| 4    | Norvegia         | Arne Ervig Rolf Olsen              | 3'53"98 |
| 5    | Spagna           | Juan Feliz Joaquín Larroya         | 3'54"14 |
| 6    | Stati Uniti      | Ken Wilson John Wolters            | 4'01"46 |

| Pos. | Nazione        | Atleti                               | Tempo   |
| ---- | -------------- | ------------------------------------ | ------- |
| 1    | Polonia        | Stefan Kapłaniak Władysław Zieliński | 3'48"62 |
| 2    | Cecoslovacchia | František Říha František Vršovský    | 3'50"40 |
| 3    | Danimarca      | Kai Schmidt Vagn Schmidt             | 3'51"65 |
| 4    | Jugoslavia     | Staniša Radmanović Radovan Božin     | 3'52"20 |
| 5    | Austria        | Helmut Holzschuster Franz Wolf       | 3'54"46 |
| 6    | Australia      | Dennis Green Barry Stuart            | 3'55"22 |

### Finale
| Pos.    | Nazione          | Atleti                               | Tempo   |
| ------- | ---------------- | ------------------------------------ | ------- |
| Oro     | Svezia           | Gert Fredriksson Sven-Olov Sjödelius | 3'34"73 |
| Argento | Ungheria         | György Mészáros András Szente        | 3'34"91 |
| Bronzo  | Polonia          | Stefan Kapłaniak Władysław Zieliński | 3'37"34 |
| 4       | Unione Sovietica | Mykolas Rudzinskas Ivan Holovachov   | 3'37"48 |
| 5       | Danimarca        | Kai Schmidt Vagn Schmidt             | 3'39"06 |
| 6       | Cecoslovacchia   | František Říha František Vršovský    | 3'40"78 |
| 7       | Paesi Bassi      | Ruud Knuppe Antonius Geurts          | 3'41"01 |
| 8       | Germania         | Wolfgang Lange Dieter Krause         | 3'41"46 |
| 9       | Italia           | Lorenzo Cantarello Antonio Rucco     | 3'44"26 |